# Luzbel está de visita
Luzbel está de visita é uma telenovela estadunidense-colombiana exibida em 2001 pela Telemundo e Caracol Televisión.

## Elenco
- Walter Díaz.... Adrian Espino
- Margarita Ortega.... Karem Franco
- María Elena Döehring.... Elsa Estrada
- Luz Stella Luengas.... Paulina Estrada
- Oscar Corbella.... Fabio Franco
- Lino Martone.... Cristian Franco
- Luis Fernando Salas.... Asdrubal Zamora
- Mónica Mendoza.... Lucía Estrada
- Daniel Ochoa.... Esteban Calderón
- Margalida Castro.... Mercedes Zamora
- Claudia Rocío Mora.... Begoña Zamora
- Luz Mary Arias.... Beatriz
- Heidi Corpus.... Magaly
- Julio del Mar.... Manuel
- Lorena McAlister.... Maria Paula
- Lilian Vélez.... Gloria
- Carlos Villa.... Dominico
- John Ceballos.... Camilo
- Oscar Fernando Muñoz.... Wilfred
- Astrid Hernández.... Silvia
- Alberto Marulanda.... Leon